# Anorrhinus tickelli
Anorrhinus tickelli е вид птица от семейство Носорогови птици (Bucerotidae). Видът е почти застрашен от изчезване.

## Разпространение
Видът е разпространен в Мианмар и Тайланд.